# Organy w uniwersyteckiej kolegiacie św. Anny w Krakowie

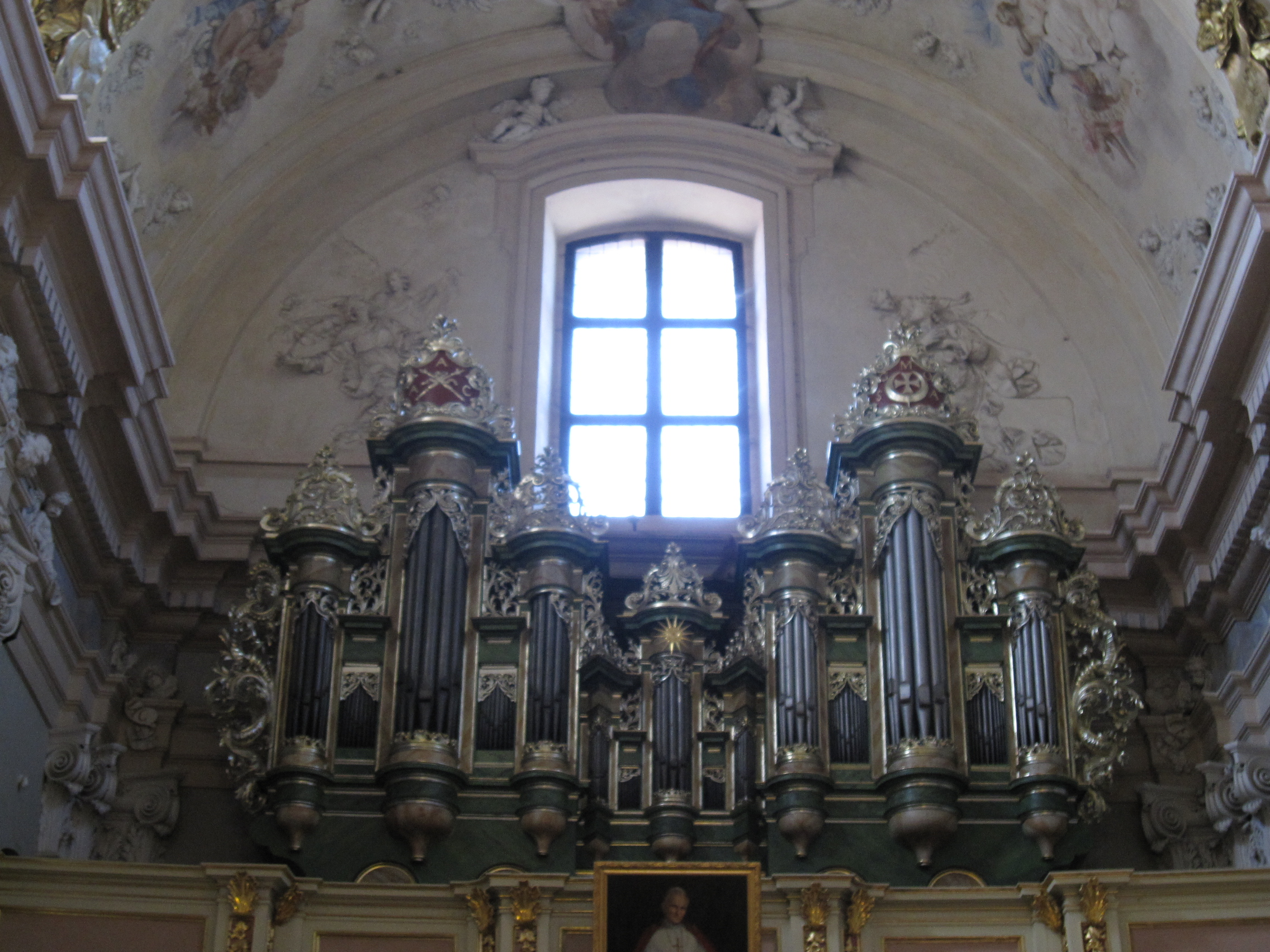
Prospekt organów

Organy w uniwersyteckiej kolegiacie św. Anny w Krakowie – instrument z pierwszej połowy XVIII wieku o mechanicznej trakturze gry i mechanicznej trakturze rejestrów. Posiada dwa manuały oraz pedał, liczy 26 głosów.

## Historia

### XVIII wiek

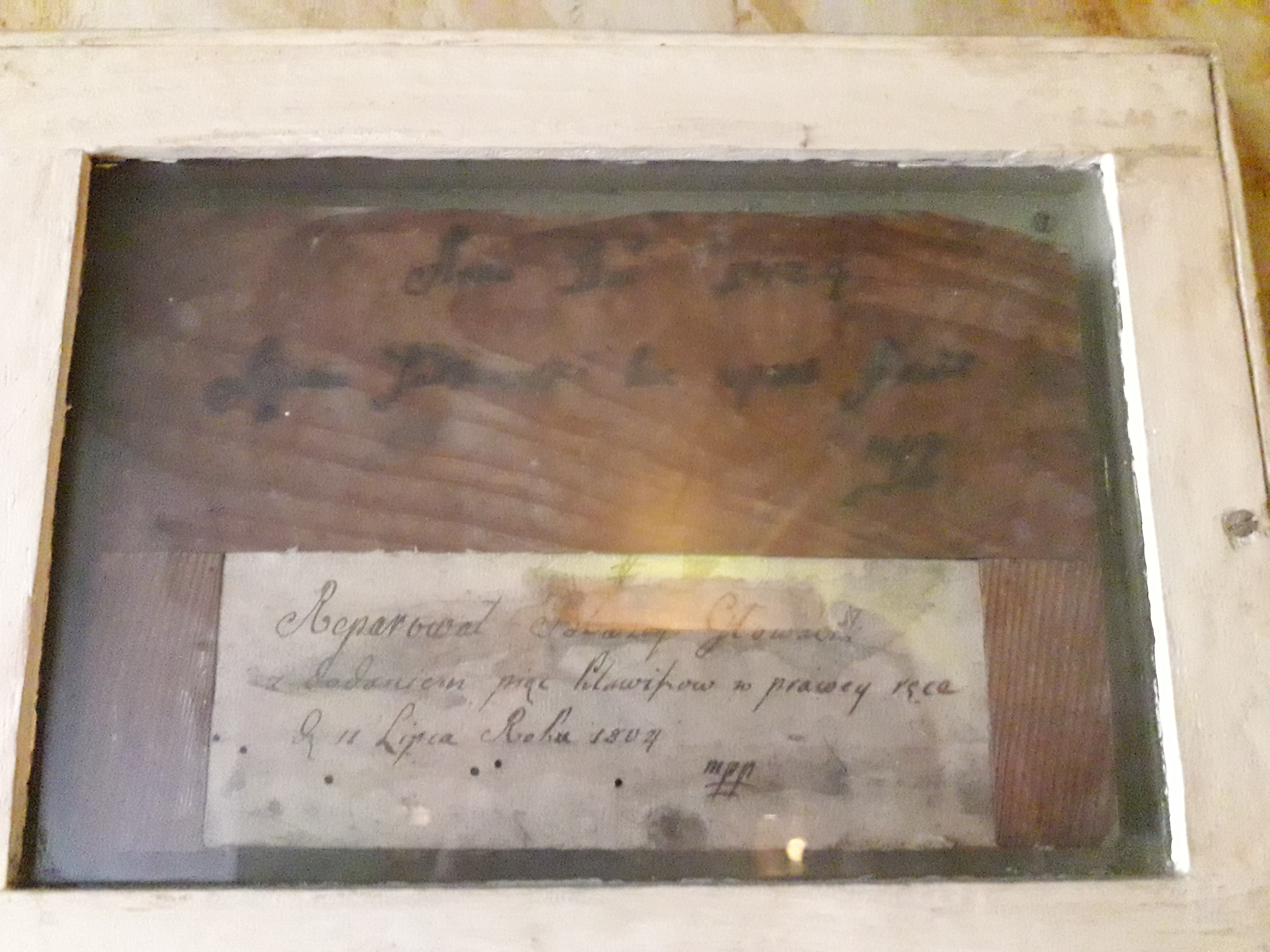
Tabliczka umieszczona za plecami organisty, zawierająca grawer Szymona Sadkowskiego, jak również pochodzącą z XIX wieku notkę Błażeja Głowackiego

Obecne organy pochodzą z trzeciego, barokowego, kościoła, który został wybudowany w latach 1689–1703 w miejscu dawnej, gotyckiej wersji świątyni. Ich budowniczym był Szymon Sadkowski, co potwierdza odkryty w XX wieku łaciński napis na jednej z wiatrownic, o treści: Anno Domini 1724 Szymon Sadkowski hoc opus fecie m[anu] p[rioprio] p[innit] („Roku Pańskiego 1724 Szymon Sadkowski ten napis własnoręcznie wyrył”). Jednakże, nie rozwiewa on w pełni wątpliwości co do dokładnej daty powstania instrumentu, gdyż w opracowaniach historycznych można spotkać również przedział 1723–1728. Z tego powodu najbezpieczniej jest założyć, że organy te pochodzą z drugiej dekady XVIII wieku.
Instrument został ufundowany przez ówczesnego prepozyta Kolegiaty św. Anny w Krakowie, ks. Grzegorza Ochabowicza. Koszt organów wyniósł 5000 złotych, lecz przypuszcza się, że ta stosunkowo wysoka suma zawiera w sobie zarówno wynagrodzenie dla organmistrza jak i dla twórcy wykonanego w 1728 roku wystroju plastycznego, którym był najprawdopodobniej działający w Małopolsce rzeźbiarz Antoni Frączkiewicz. Ze względu na osobę fundatora, na szczycie jednej z szaf organowych umieszczony jest herb rodu Szeliga, należący do Ochabowicza wraz z jego monogramem. Analogicznie, na drugiej szafie organowej znajduje się herb i monogram Uniwersytetu Jagiellońskiego.
Początkowo organy składały się z trzech zasadniczych sekcji:
- sekcja manuału – jej piszczałki znajdowały się w jednej z dwóch bliźniaczych szaf organowych,
- sekcja pedału – jej piszczałki znajdowały się w drugiej z wspomnianych dwóch bliźniaczych szaf organowych,
- sekcja pozytywu przedniego(inne języki) – była ona odrębna od wymienionych powyżej, a jej piszczałki znajdowały się na balustradzie chóru muzycznego.

Najstarsze zachowane dokumenty poruszające kwestię organów pochodzą z 1795, kiedy to powstał opis wykonany przez jedną z działających w tym czasie komisji inwentarzowych. Na jego podstawie można wywnioskować, że instrument składał się wówczas z:
- 10 głosów w manuale: Prycypał 8’; Flet major 8’, Sulicinal 8’; Spilflet 4’ lub 8’; Octawa 4’; Octawa druga 4’; Kwinta 2{\displaystyle {\frac {2}{3}}}; Super Octawa 2’; Sexattara 3×; Mixtura 3×; Cymbał 4–3×;
- 6 głosów w pozytywie: Flet major 8’; Sulicinal 8’; Proncipal 4’; Flet minor 4’; Octawa 2’; Spilflet 2’;
- 7 głosów w pedale: Subbas 16’; Pryncypał 8’; Sulicibas 8’; Quinta 2{\displaystyle {\frac {2}{3}}}; Super Octawa 4’; Mixtura 3×’; Cymbał 5–4×[5][6].

Ponadto, warto zaznaczyć, że instrument pierwotnie nie miał głosów językowych. Podobnie, nie posiadał on również połączeń, co było rzadkim zjawiskiem w tamtych czasach.

### XIX wiek
W latach 1804–1816 z inspiracji Błażeja Głowackiego instrument przeszedł przebudowę, polegającą głównie na dodaniu piszczałek w każdym z głosów, z kolei w 1831 roku wymienione zostały wiatrownice. Po śmierci Głowackiego, od 1837 roku remont organów kontynuował Ignacy Woyciechowski na mocy umowy z Senatem Uniwersytetu Jagiellońskiego. Jego efektem była wymiana dwóch głosów oraz dorobienie nowej klawiatury do pozytywu. Pod koniec XIX wieku organy ponownie zostały poddane remontowi, tym razem prowadzonemu przez Antoniego Sapalskiego. Zbudował on nowe miechy, przyrząd do kalikowania, nowe kanały, klawiatury manuałów i pedału, nową trakturę gry i rejestrów, jak również przeprowadził uszczelnianie wiatrownic. Ponadto, organy zostały przesunięte w głąb chóru muzycznego, a dotychczas osobno stojące szafy organowe połączono w jedną całość poprzez przeniesienie sekcji piszczałek pozytywu ponad stół organowy, umieszczony niejako we wnęce instrumentu. W opinii rzeczoznawców, zmiany wykonane przez Sapalskiego wskazują jednoznacznie na próbę „romantyzacji” instrumentu, pomimo faktu, iż pierwotnie był to instrument barokowy. Mimo to, jak zaznacza Robert Tyrała, pozostawiono znaczną część oryginalnych głosów, które tworzyły podstawę dźwiękową instrumentu (pryncypały). Niedługo po tych przeróbkach, jeszcze w XIX wieku, miechy zaopatrujące organy w powietrze zostały podłączone do napędu elektrycznego. Ponadto, podczas jednego z dziewiętnastowiecznych remontów doszło do zmiany klawiatury na tzw. francuską, to znaczy zawierającą 54 klawisze. W wyniku tego krótka oktawa w obu manuałach i pedale została zastąpiona regularną. Z zapisków parafialnych wynika, że mógł tego dokonać już Głowacki, jednakże jest możliwe, iż doszło do tego dopiero na początku XX wieku.

### XX wiek

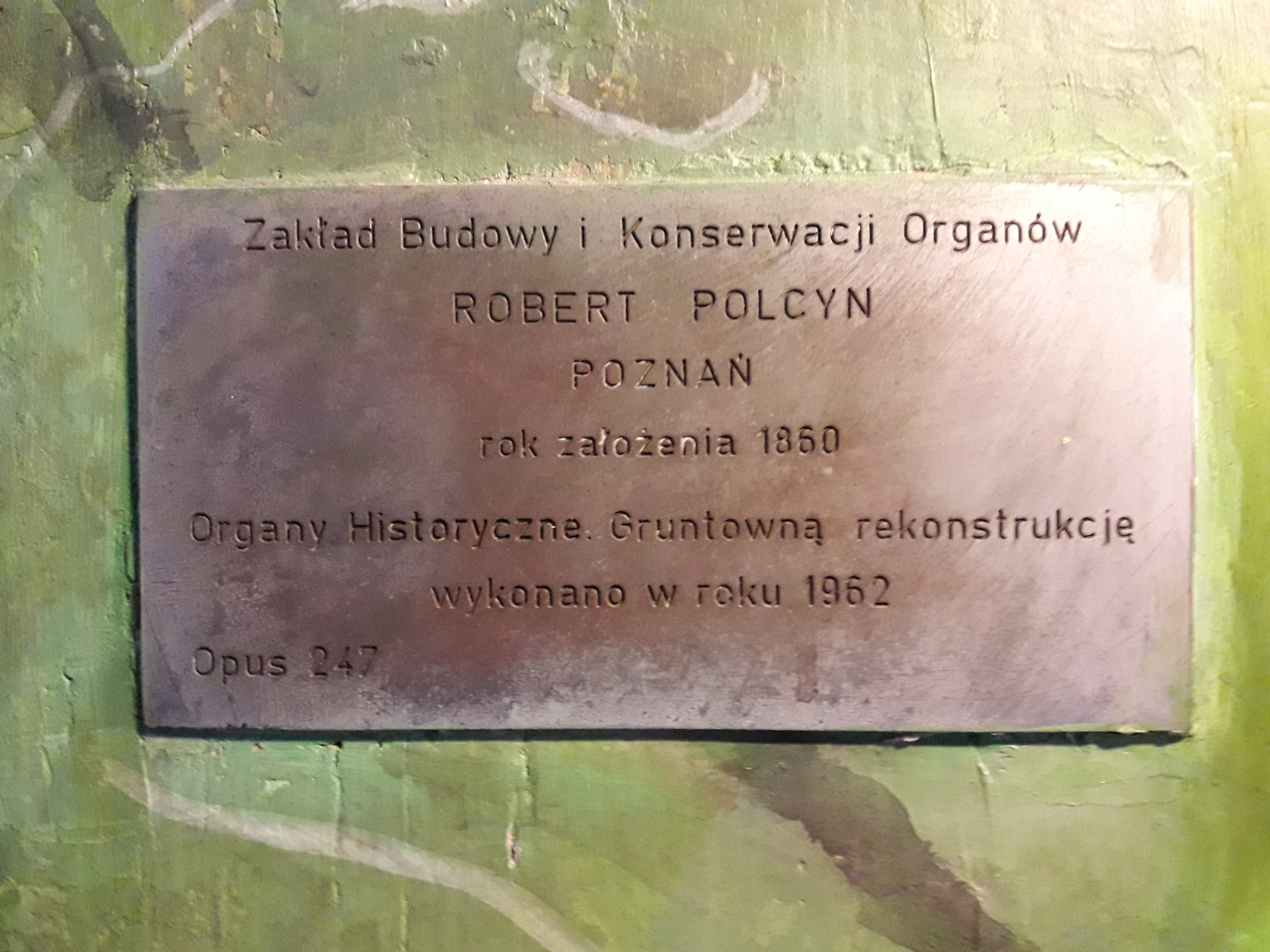
Tabliczka informująca o renowacji organów dokonanej przez Roberta Polcyna

Po zakończeniu II wojny światowej, instrument został uznany za niezdolny do użytku, jednakże świadomość jego historycznej wartości zaowocowała w przeprowadzeniu w latach 1958–1963 gruntownego remontu organów, który przeprowadził Robert Polcyn z Poznania. Pomimo pomysłu wyposażenia odrestaurowanego instrumentu w trakturę elektryczną, ostatecznie (dzięki staraniom ks. Kazimierza Sudera) pozostano przy oryginalnej trakturze mechanicznej.
Dyspozycja organów przed 1958:
- Manuał I: Viola 8’, Viola 4’, Pryncypał 8’, Flet major 8’, Gemshorn 8’, Oktawa 4’, Flet 4’, Kwinta 2 {\displaystyle {\frac {1}{2}}}, Superoktawa 2’, Mixtura 2-3 rzędowa 1 {\displaystyle {\frac {1}{3}}}, Gamba 4’;
- Manuał II: Flauto amabilis 8’, Pryncypał 4’, Flet 4’, Vox coelestis 8’, Salicet 8’;
- Pedał: Violonbas 16’, Subbas 16’, Pryncypał 8’, Kwintadena 8’, Flet 4’, Quinta 5 {\displaystyle {\frac {1}{3}}};

Choć traktura i niektóre elementy konstrukcji określone zostały jako „dalekie od ideału”, to jednak ogólna ocena próby przywrócenia organom ich oryginalnego brzmienia wypadła zadowalająco. Główne zastrzeżenia budziło użycie nazw nie znanych w polskim budownictwie organowym doby późnego baroku; zakwestionowany został również pomysł poszerzenia instrumentu o głosy językowe, jako że nie istniały one w oryginalnych organach.

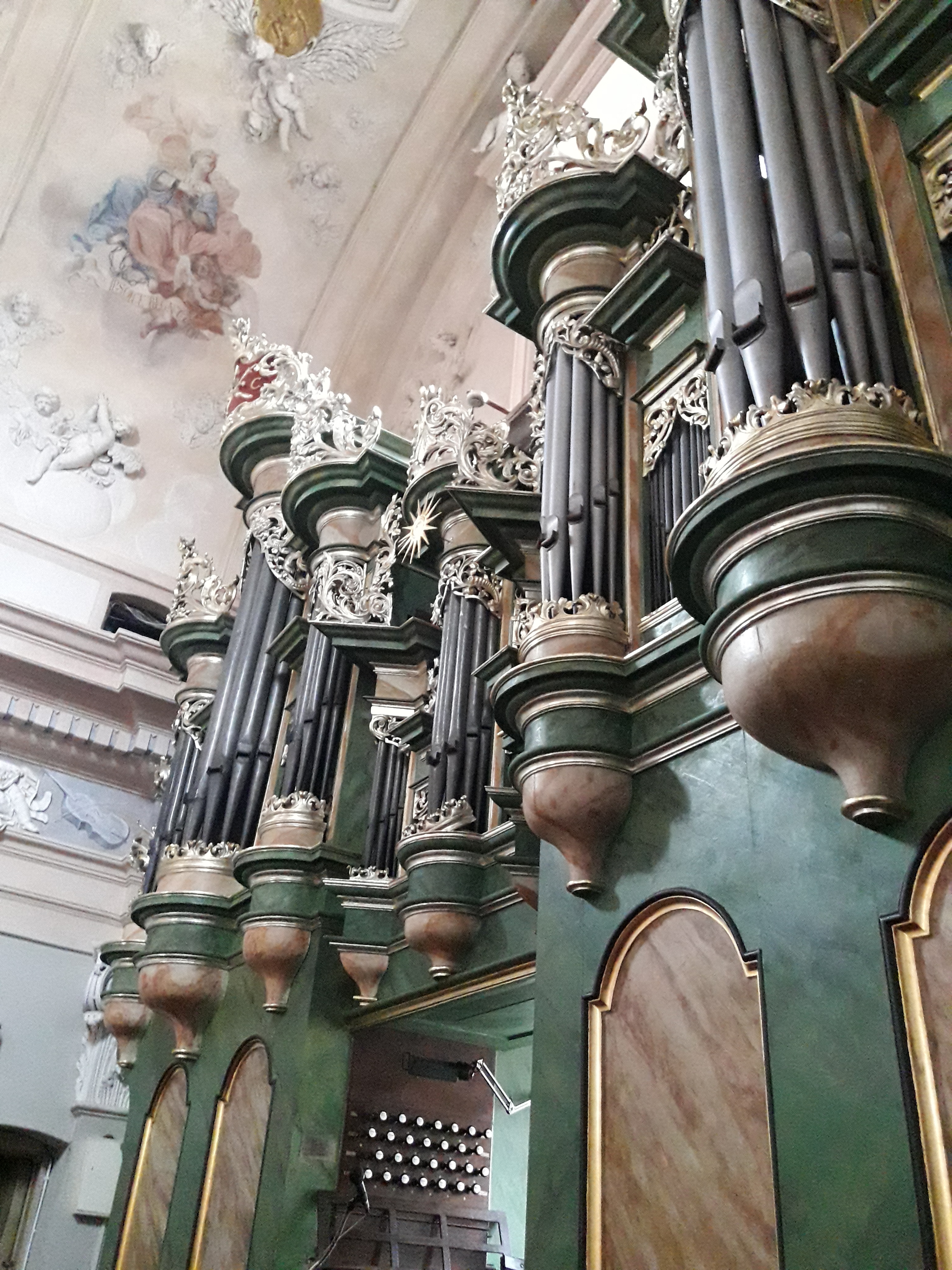
Prospekt organów, ujęcie boczne z chóru muzycznego

Dyspozycja organów po pracach Roberta Polcyna:
- Manuał I: Kwintadena 16’, Pryncypał 8’, Flet major 8’, Gemshorn 8’, Oktawa 4’, Flet minor 4’, Kwinta 2 {\displaystyle {\frac {2}{3}}}, Superoktawa 2’, Mixtura 4-5 rzędowa;
- Manuał II: Flet kryty 8’, Pryncypał 4’, Flet 4’, Schwiegel 2’, Superkwinta 1 {\displaystyle {\frac {1}{3}}}, Sifflet 1’, Mixtura 2-3 rzędowa, Cymbał 3 rzędowy;
- Pedał: Pryncypał 16’, Subbas 16’, Oktawbas 8’, Kwintadena 8’, Flet 4’, Flet polny 2’, Mixtura basowa 4 rzędowa;

W latach 70. i 80. przeprowadzane były drobne prace techniczne. Większym przedsięwzięciem były badania przeprowadzone w 1997 roku, kiedy to ze środków Społecznego Komitetu Odnowy Zabytków Krakowa dokonano zdjęcia z szafy organowej ośmiu warstw malowania, pod którymi ukazała się oryginalna, zielona farba. W celu utrzymania historycznej stylistyki, cały instrument otrzymał zieloną marmoryzację, z elementami złotych i srebrnych dekoracji. W efekcie, prospekt prezentuje się jako późnobarokowy, architektoniczny, piętnastoosiowy, dwusekcyjny, z pozytywem wbudowanym wtórnie, centralnie pomiędzy szafy organowe. Zachowane zostały autentyczne herby, które wieńczą obie szafy organowe – herb lewy należy do Uniwersytetu Jagiellońskiego, zaś prawy, herb Szeliga, pochodzi od zleceniodawcy budowy pierwszych organów, Grzegorza Ochabowicza.
W latach 90. XX wieku Lech Skoczylas, krakowski organmistrz, dokonał czyszczenia i strojenia organów, w wolne miejsce w wiatrownicy II manuału dostawił głos Tercja 1{\displaystyle {\frac {3}{5}}}, jak również zamontował nowy miech i cichobieżną dmuchawę na chórze. W listopadzie 2000 roku Fryderyk i Łukasz Kmiecikowie zamontowali połączenie II/P, oraz usprawnili istniejące połączenia, poprzez uniezależnienie połączenia I/P od II/I. W 2002 roku Łukasz Kmiecik zamontował wiatrownicę mechaniczną zamiast dotychczasowej pneumatycznej, będącej „dostawką” z lat 60. XX wieku.
W efekcie prac konserwatorskich i renowacyjnych, organy w Kolegiacie Św. Anny są klasyfikowane jako instrument barokowy (13–14 oryginalnych głosów), choć jego brzmienie uległo znaczącej zmianie w wyniku prac przeprowadzonych w XIX wieku. Najtrafniej można go określić jako organy barokowe i neobarokowe intonowane quasi-romantycznie.

## Specyfikacja

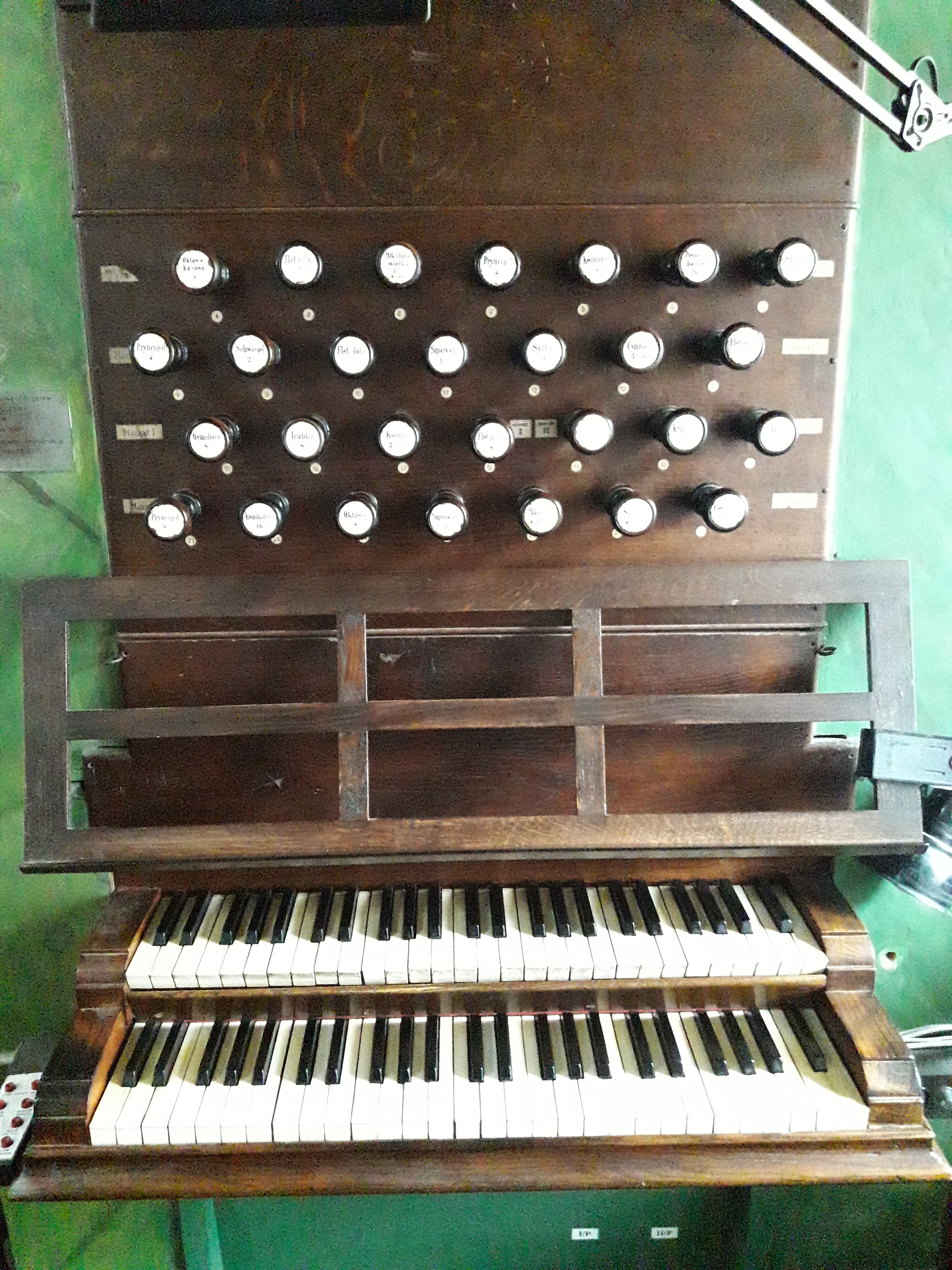
Stół gry

### Skala organów
I manuał: C-d3; II manuał: C-c3d3; pedał: C-d1;.

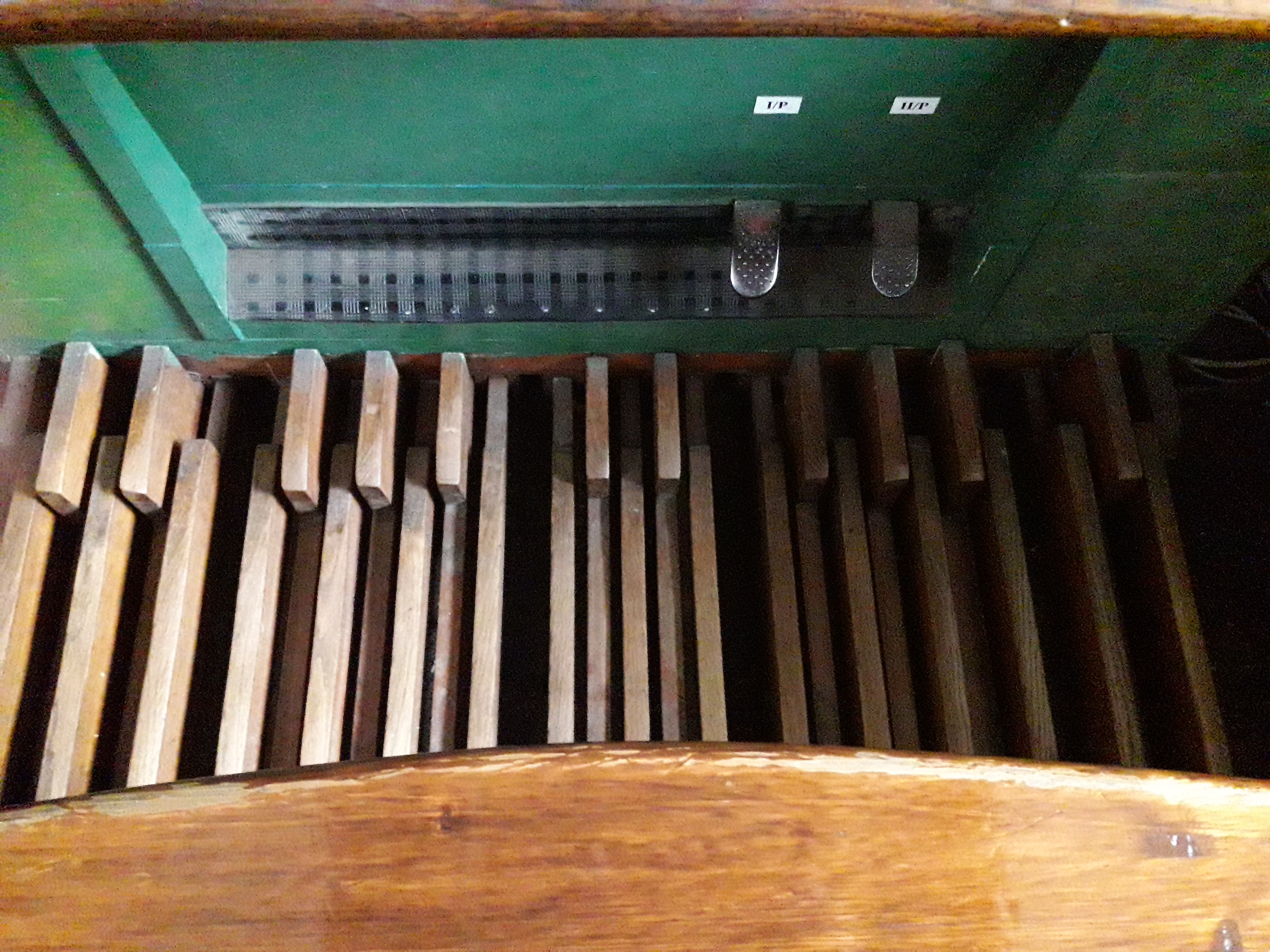
Klawiatura pedałowa

### Dyspozycja organów
| Manuał I                                | Manuał II                                    | Pedał                |
| --------------------------------------- | -------------------------------------------- | -------------------- |
| Kwintadena 16'                          | Flet kryty 8'                                | Subbas 16'           |
| Pryncypał 8'                            | Flet dolce 8'                                | Pryncypał basowy 16' |
| Flet major 8'                           | Pryncypał 4'                                 | Oktawa basowa 8'     |
| Gemshorn 8'                             | Flet amabilis 4'                             | Kwintadena 8'        |
| Oktawa 4'                               | Schwiegel 2'                                 | Pryncypał 4'         |
| Flet minor 4'                           | Superkwinta 1 {\displaystyle {\frac {1}{3}}} | Flet polny 2'        |
| Kwinta 2 {\displaystyle {\frac {2}{3}}} | Syfflet 1'                                   | Mixtura wielka IV    |
| Superoktawa 2'                          | Cymbałka III                                 |                      |
| Mixtura IV-V                            | Tercja 1{\displaystyle {\frac {3}{5}}}       |                      |
| Scharf IV                               |                                              |                      |

Kursywą zaznaczono głosy, których piszczałki w większości pochodzą z XVIII wieku.
Połączenia: II/I, II/P, I/P.